# 스텔리브리지 셀틱 FC
스텔리브리지 셀틱 축구 클럽은 그레이터 맨체스터 지방의 스텔리브리지를 기반으로 한 영국 축구 클럽이다. 2016년 현재 잉글랜드 축구 6부 리그인 National League North에 참여하고 있다.  전통적으로 파란색과 흰색의 스트립을 사용한다. 홈 구장으로는 Bower Ford를 사용하고 있다.
1921년, 스텔리브리지 셀틱은 풋볼리그 3부 북부 창립 멤버로 참가했었다.

## 역사
스텔리브리지 셀틱은 보통 1909년 창설되었다고 알려져 있지만 이보다 이른 1906년 같은 이름을 가진 아마추어 클럽이 존재하였다.  Storrs와 Manwood라 불리는 선수가 1906년과 1909년 모두 활동하였으며, 아마추어 팀의 첫 경기를 뛰었던 Hervert Rhodes는 '1909년'의 셀틱의 주요 후원자였다.  이것으로 보아 현재의 스텔리브리지 셀틱은 1906년의 동명의 아마추어 팀의 후신이라 할 수 있다.

## 경기장
1906년에 건설된 Bower Fold를 홈 구장으로 사용 중이다.
경기장의 수용인원은 6,500명에도 미치지 못 한다. 역대 최대 입장은 1999년 Chester와의 FA Cup 1라운드 당시의 약 4000명 정도이다.

## 현재 팀

### 코칭 스태프
| 위치             | 이름           |
| ---------------- | -------------- |
| 감독             | Liam Watson    |
| 수석 코치        | Earl Davis     |
| 1군 코치         | David Sullivan |
| Sports Therapist | David Pover    |
| Kit Manager      | Mark Storah    |
| Kit Manager      | Nigel Shaw     |

## 수상
- Challenge Shield – 1955, 1978
- Cheshire County League – 1980
- Cheshire County League Cup – 1922
- Cheshire Senior Cup – 1953, 2001
- Edward Case Cup – 1978
- Intermediate Cup – 1958, 1969
- Lancashire CombinationDivision Two – 1912
- Lancashire Floodlit Cup – 1989
- Manchester Senior Cup – 1923
- 노스 웨스트 카운티 리그 – 1984, 1987
- 노스 웨스트 카운티 슈퍼 컵 – 1984
- 북부 프리미어 리그 – 1991-92, 2000-01
- 북부 프리미어 리그 챌린지 컵 – 1999
- Northern Premier League President's Cup – 2001, 2003
- Peter Swales Shield –1992

## 선수 명단

### 현역
참고: FIFA 자격 규정에 따라 소속된 국가대표팀 국기를 표시합니다. 선수는 복수의 FIFA 비회원국 국적을 가지고 있을 수 있습니다.
| 번호 | 포지션 | 국적     | 이름             |
| ---- | ------ | -------- | ---------------- |
| -    | DF     | 아일랜드 | 코너 오그래디    |
| -    | DF     |          | 자이-커런 니콜스 |

| 번호 | 포지션 | 국적 | 이름 |
| ---- | ------ | ---- | ---- |